# Hans Rademacher
Hans Adolph Rademacher (Wandsbeck, 3 de abril de 1892 — Haverford, 7 de fevereiro de 1969) foi um matemático alemão.
Conhecido por seus trabalhos sobre análise matemática e teoria dos números.